# 芹澤恵
芹澤 恵（せりざわ めぐみ)は 、日本の英米文学翻訳家。日本推理作家協会会員。翻訳学校フェロー・アカデミー講師。
東京都出身。成蹊大学文学部を卒業する。中学・高校の教員を経て、フェロー・アカデミーで田口俊樹に翻訳を学び、1990年より翻訳業に。
1992年、キース・ピータースン『暗闇の終わり』『幻の終わり』の翻訳でBABEL国際翻訳大賞新人賞受賞。
主に英米文学のエンターテインメント小説を手がけている。R・D・ウィングフィールドの『フロスト警部』シリーズなどの翻訳で知られている。趣味は読書と映画。子どもの頃に『若草物語』や『赤毛のアン』を読み、ぼんやりと翻訳の仕事に憧れを抱く。中学生のときには、洋画に夢中になる。いったんは教職に就くが、翻訳に興味があったことを思い出し、フェロー・アカデミーの門を叩く。

## 翻訳
- 『子どもたちが地球を救う50の方法』（アース・ワークスグループ編著、亀井よし子共訳、松岡達英絵 ブロンズ新社） 1990
- 『スコッツヴィルの殺人』（ゲーリー・F・ヴァルコア、扶桑社、扶桑社ミステリー） 1990
- 『子どものためのエコロジー・ワークブック』（リンダ・シュワルツ、亀井よし子共訳、杉田比呂美絵、ブロンズ新社） 1991
- 『オフィスでできる地球を救う50の方法』（アース・ワークスグループ編著、亀井よし子共訳、ブロンズ新社） 1992
- 『ミステリー』上・下（ピーター・ストラウブ 、扶桑社、扶桑社ミステリー） 1994
- 『イギリス田園の小さな物語』（ロザムンド・ピルチャー、小林町子共訳、PHP研究所） 1994
- 『白い殺意』（デイナ・スタベノウ、早川書房、ハヤカワ・ミステリ文庫） 1995
- 『小さな芸術家のための工作ブック』（ローリー・カールソン、亀井よし子共訳、ブロンズ新社、わくわく体験シリーズ） 1995
- 『雪どけの銃弾』（デイナ・スタベノウ 、早川書房、ハヤカワ・ミステリ文庫） 1995
- 『ホーン・マン』（クラーク・ハワード、山本光伸ほか訳、光文社、光文社文庫、英米短編ミステリー名人選集2） 1998
- 『小さな地球人のためのエコロジーブック』（リンダ・シュワルツ、亀井よし子共訳、杉田比呂美絵、ブロンズ新社、Kids can!わくわく体験シリーズ） 1998
- 『真夜中の死線』（アンドリュー・クラヴァン 、東京創元社、創元推理文庫） 1999
- 『頭痛と悪夢』（ローレンス・ブロック 、田口俊樹ほか訳、光文社文庫、英米短編ミステリー名人選集4） 1999
- 『夏草の記憶』（トマス・H・クック、文藝春秋、文春文庫） 1999
- 『愛しのクレメンタイン』（アンドリュー・クラヴァン、東京創元社、創元コンテンポラリ） 2002
- 『アメリカミステリ傑作選 2003』（ローレンス・ブロック編、神崎康子ほか訳、DHC、アメリカ文芸「年間」傑作選） 2003
- 『フリント』上・下（ポール・エディ、新潮社、新潮文庫） 2003
- 『盗まれた恋心』上・下（ノーラ・ロバーツ、扶桑社、扶桑社ロマンス） 2004
- 『真夜中の青い彼方』（ジョナサン・キング、文藝春秋、文春文庫） 2006
- 『1ドルの価値 / 賢者の贈り物 : 他21編』（O.ヘンリー、光文社古典新訳文庫） 2007
- 『子どもたちができるかんたんエコ101』（ジャッキー・ワインズ 、亀井よし子共訳、江田ななえ絵、ブロンズ新社） 2009
- 『暁に消えた微笑み』（ルース・フランシスコ、ヴィレッジブックス） 2009
- 『夜風にゆれる想い』（ラヴィル・スペンサー、二見書房、二見文庫、ザ・ミステリ・コレクション） 2011
- 『傍迷惑な人々 : サーバー短篇集』（サーバー、光文社古典新訳文庫） 2012
- 『クラッシャーズ : 墜落事故調査班』上・下（デイナ・ヘインズ、文藝春秋、文春文庫） 2013
- 『密林の夢』（アン・パチェット、早川書房） 2014
- 『フランケンシュタイン』（メアリー・シェリー 、新潮社、新潮文庫） 2015
- 『地球の中心までトンネルを掘る』（ケヴィン・ウィルソン、東京創元社、海外文学セレクション） 2015
- 『赤い小馬／銀の翼で　スタインベック傑作選』（ジョン・スタインベック、光文社古典新訳文庫） 2024.10

### 「フロスト警部」シリーズ
- 『クリスマスのフロスト』（R・D・ウィングフィールド 、東京創元社、創元推理文庫） 1994
- 『フロスト日和』（R・D・ウィングフィールド、東京創元社、創元推理文庫） 1997
- 『夜のフロスト』（R・D・ウィングフィールド、東京創元社、創元推理文庫） 2001
- 『夜明けのフロスト』（R・D・ウィングフィールド他、木村仁良編、他共訳、光文社文庫 『ジャーロ』傑作短編アンソロジー3） 2005
- 『フロスト気質』上・下（R・D・ウィングフィールド、東京創元社、創元推理文庫） 2008
- 『冬のフロスト』上・下（R・D・ウィングフィールド、東京創元社、創元推理文庫） 2013

### 「記者ジョン・ウェルズ」シリーズ
- 『暗闇の終わり』（キース・ピータースン、東京創元社、創元推理文庫） 1990
- 『幻の終わり』（キース・ピータースン、東京創元社、創元推理文庫） 1991
- 『夏の稲妻』（キース・ピータースン、東京創元社、創元推理文庫） 1991
- 『裁きの街』（キース・ピータースン、東京創元社、創元推理文庫） 1993